# Mihály Gyulai
Mihály Gyulai (ur. 2 listopada 1953 w Budpeszcie, zm. we wrześniu 1994) – węgierski zapaśnik walczący w stylu wolnym. Olimpijczyk z Montrealu 1976, gdzie zajął dwunaste miejsce w kategorii 48 kg.
Piąty na mistrzostwach świata w 1974. Wicemistrz Europy w 1976 i trzeci w 1978 roku.
- Turniej w Montrealu 1976

Przegrał z Rayem Takahashim z Kanady i Romanem Dmitrijewem z ZSRR.